# Клечка
Клечка (алб. Kleçkë) је насеље у општини Липљан, Косово и Метохија, Република Србија.
Овде се догодио Масакр у Клечки 1998. године.

## Становништво
| Демографија | Демографија | Демографија |
| Година      | Становника  | Становника  |
| ----------- | ----------- | ----------- |
| 1948.       | 135         |             |
| 1953.       | 146         |             |
| 1961.       | 135         |             |
| 1971.       | 192         |             |
| 1981.       | 235         |             |
| 1991.       | 275         |             |